# 埃梅莉·法斯特
埃梅莉·林内亚·法斯特（瑞典語：Emelie Linnea Fast，2004年2月20日—），瑞典女子游泳运动员，2021年欧洲短池游泳锦标赛女子4×50米混合泳接力银牌得主、2021年世界短池游泳锦标赛女子4×50米混合泳接力和女子4×100米混合泳接力金牌得主。